# Miliduh
Miliduh je bil vojvoda Sorbov/Srbov, ki je vodil Slovane v vstaji proti frankovski vladavini Karla Velikega, * ni znano, † 806.
Miliduh in slovanski knez Nesita sta padla v bitki s Franki pod poveljstvom Karla Mlajšega pri Weißenfelsu leta 806. Miliduh je imel dva sinova, ki sta se, po izročilu, ločila. Eden od njiju je odpeljal del srbskega ljudstva na jug oziroma na Balkan, drugi del pa je ostal v Polabju in bil kasneje v veliki meri germaniziran. Ostanki teh ljudstev so sedanji Srbi in Lužiški Srbi. Trditev potrjuje bizantinski cesar Konstantin VII. Porfirogenet v svojem delu De administrando imperio, v katerem omenja Srbe kot »potomce enega od bratov, ki so se naselili v dolini Neretve, Zahumju, okoli Trebinja, v dolini Zete in črnogorskih gorah«.